# Donald Keene

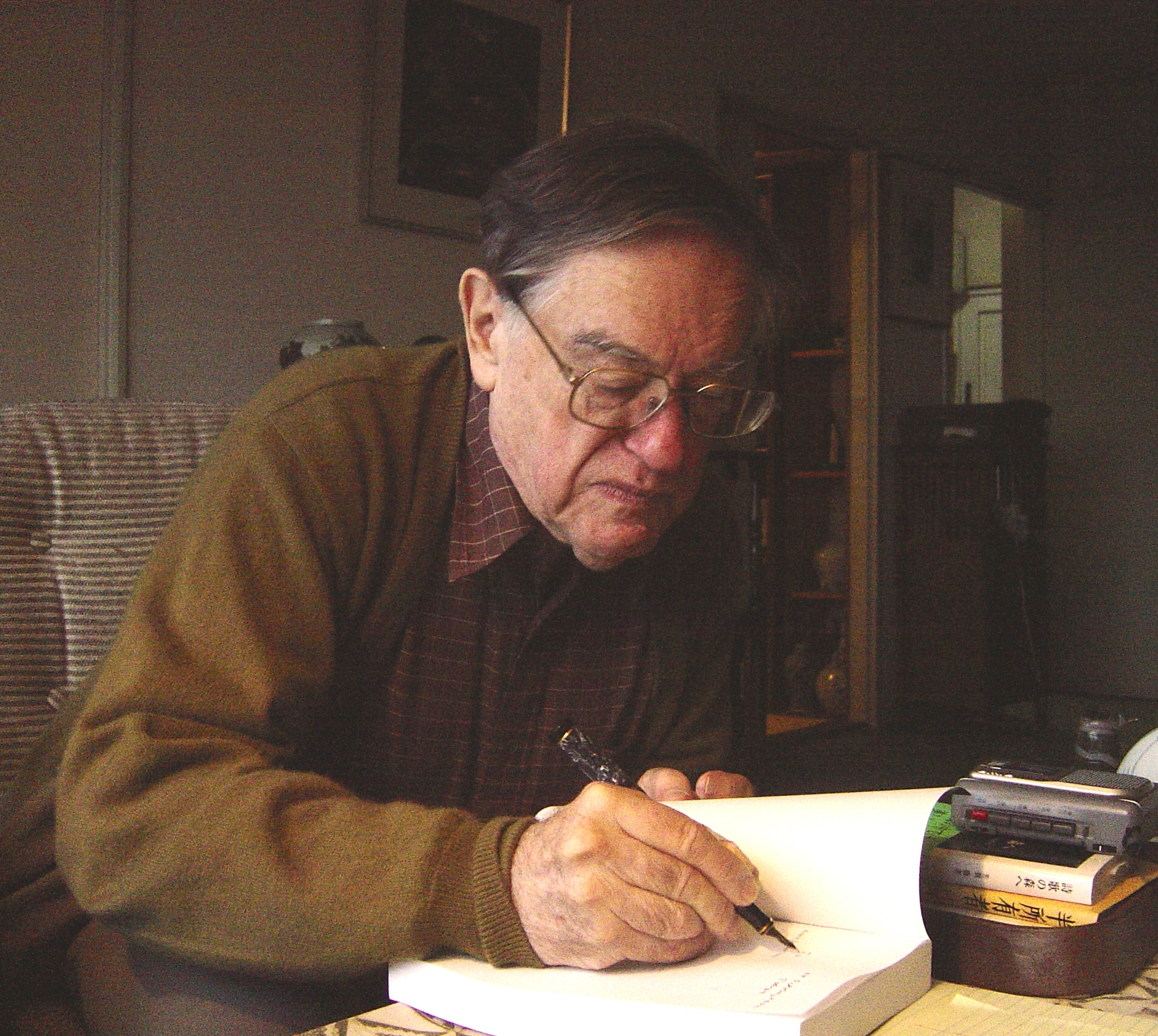
Donald Keene in seiner Tokioter Wohnung (2002)

Donald Lawrence Keene (* 6. Juni 1922 in New York; † 24. Februar 2019 in Tokyo) war ein US-amerikanischer Japanologe.
Keene lehrte fast 50 Jahre an der Columbia University und veröffentlichte eine Vielzahl von Werken über japanische Literatur, etliche davon in japanischer Sprache.

## Biographie
Donald Keene studierte an der Columbia-Universität, von der er 1942 einen B. A. erhielt. Japanisch erlernte er, als er in der United States Navy Kriegsdienst leistete. Er war als Aufklärungsoffizier am pazifischen Kriegsschauplatz eingesetzt. Nach seiner Entlassung setzte er seine Studien fort, die er 1947 mit einem M. A. abschloss. Danach studierte er ein Jahr in Harvard, gefolgt von einem Jahr in Cambridge. Nachdem er dort einen zweiten M. A. erworben hatte, wirkte er dort von 1949 bis 1955 als Lektor.
Während dieser Zeit legte er einen Studienaufenthalt an der Universität Kyōto ein und promovierte (Ph. D.) 1951 an der Columbia. Einen weiteren Doktortitel (D. Litt.) erwarb er 1978 in Cambridge. 1970 wurde er in die American Academy of Arts and Sciences und 1986 in die American Academy of Arts and Letters gewählt. Im Laufe der Jahre wurden ihm für seine Werke neben dem japanischen Orden der aufgehenden Sonne (2. Klasse) und dem Japanischen Kulturorden eine Vielzahl literarischer Preise verliehen; weiterhin:

### Ehrendoktorwürden
Im Laufe der Jahre wurden ihm folgende Ehrendoktorwürden verliehen:
- Kyōto-Sangyō-Universität (Kioto, 2002)
- Keiwa College (Niigata, 2000)
- Fremdsprachen-Universität Tokyo (Tokio, 1999)
- Waseda-Universität (Tokio, 1998)
- Universität Tōhoku (Sendai, 1997)
- Columbia University (New York, 1997)
- Middlebury College (Vermont, 1995)
- St. Andrews Presbyterian College (North Carolina, 1990)

Nach seiner Berufung an seine alma mater, an der er bis zu seiner Emeritierung ca. 50 Jahre lehrte, unter anderem auch als Shincho Professor of Japanese Literature, entwickelte er eine rege Publikationstätigkeit auch als Übersetzer und Herausgeber. Etwa 30 seiner Werke hat er auf Japanisch verfasst.
Im Jahre 1999 kam es zur Gründung der Keene Foundation, der er auch vorstand und die es sich zur Aufgabe gemacht hat, sein Andenken hochzuhalten und seinen Werken weitergehende Verbreitung zu sichern.

## Werke
- Donald Keene, Chronicles of My Life: An American in the Heart of Japan. Columbia University Press, New York 2008.
- Literatur von und über Donald Keene im Katalog der Deutschen Nationalbibliothek
- Autobiographische Essays "Chronicles of My Life in the 20th Century"
- S. Noma (Hrsg.): Keene, Donald. In: Japan. An Illustrated Encyclopedia. Kodansha, 1993. ISBN 4-06-205938-X, S. 767.

Die meisten seiner Bücher sind nicht ins Deutsche übersetzt worden.